# Ховард, Наташа
Наташа Ховард (англ. Natasha Howard; родилась 2 сентября 1991 года в Толидо, штат Огайо, США) — американская профессиональная баскетболистка, которая выступает в женской национальной баскетбольной ассоциации за клуб «Индиана Фивер», которым и была выбрана на драфте ВНБА 2014 года в первом раунде под пятым номером. Играет в амплуа тяжёлого форварда. Третий игрок женской НБА, который выигрывал турнир ВНБА два года подряд в составе двух разных команд (2017 и 2018), первой стала Келли Шумахер (2007 и 2008), а второй — Ле’ко Уиллингем (2009 и 2010).

## Карьера в ЖНБА
С 2014 года играла за клуб «Индиана Фивер». В первых 18 играх была лидером команды, набирая не менее 10 очков за матч. Свой первый сезон в ЖНБА Ховард закончила в среднем набирая 7,0 очков и 3,1 подбора за игру.
В 2015 году играла в финале ЖНБА, где в итоге уступила своей будущей команде «Миннесота Линкс». В среднем Наташа набирала 4,2 очка за игру в сезоне.
В 2016 году перешла в команду «Миннесота Линкс», с которой снова вышла в финал ЖНБА, где уступила «Лос-Анджелес-Спаркс».

## За океаном
В сезоне 2014—2015 играла в Израиле за команду «Элицур». В сезоне 2015—2016 перешла в клуб «Сеул Старз» из Южной Кореи. В 2016 году подписала контракт с командой «Самсунг Блю Минкс».
В январе 2019 года подписала контракт с командой «Динамо (Курск)». Сезон 2019/20 года провела в чемпионате Китая за команду «Иннер Монголия».
С 2020 по 2021 год выступала за итальянский клуб «Венеция». Летом 2021 года стало известно, что Ховард возвращается в «Динамо (Курск)».

## Сборная США
В январе 2022 года попала в расширенный список игроков, вызванных на матчи квалификации к чемпионату мира по баскетболу. В феврале 2022 года вошла в окончательный состав сборной и отыграла все два матча в квалификации.

## Статистика в ЖНБА
| Год     | Команда           | Игры | Минуты | Очки | Подборы | Передачи |
| ------- | ----------------- | ---- | ------ | ---- | ------- | -------- |
| 2014    | Индиана           | 34   | 16,9   | 7,0  | 3,1     | 0,6      |
| 2015    | Индиана           | 30   | 11,4   | 4,2  | 2,6     | 0,4      |
| 2016    | Миннесота         | 34   | 14,6   | 6,7  | 3,6     | 0,8      |
| Карьера | 3 года, 2 команды | 98   | 14,4   | 6,0  | 3,1     | 0,6      |